# Kyela (Distrikt)
Kyela ist ein Distrikt im Südwesten von Tansania in der Region Mbeya mit dem Verwaltungssitz in der gleichnamigen Stadt Kyela. Der Distrikt grenzt im Norden an die Distrikte Busokelo und Rungwe, im Osten an die Region Njombe, im Süden an den Malawisee und an Malawi sowie im Westen an die Region Songwe.

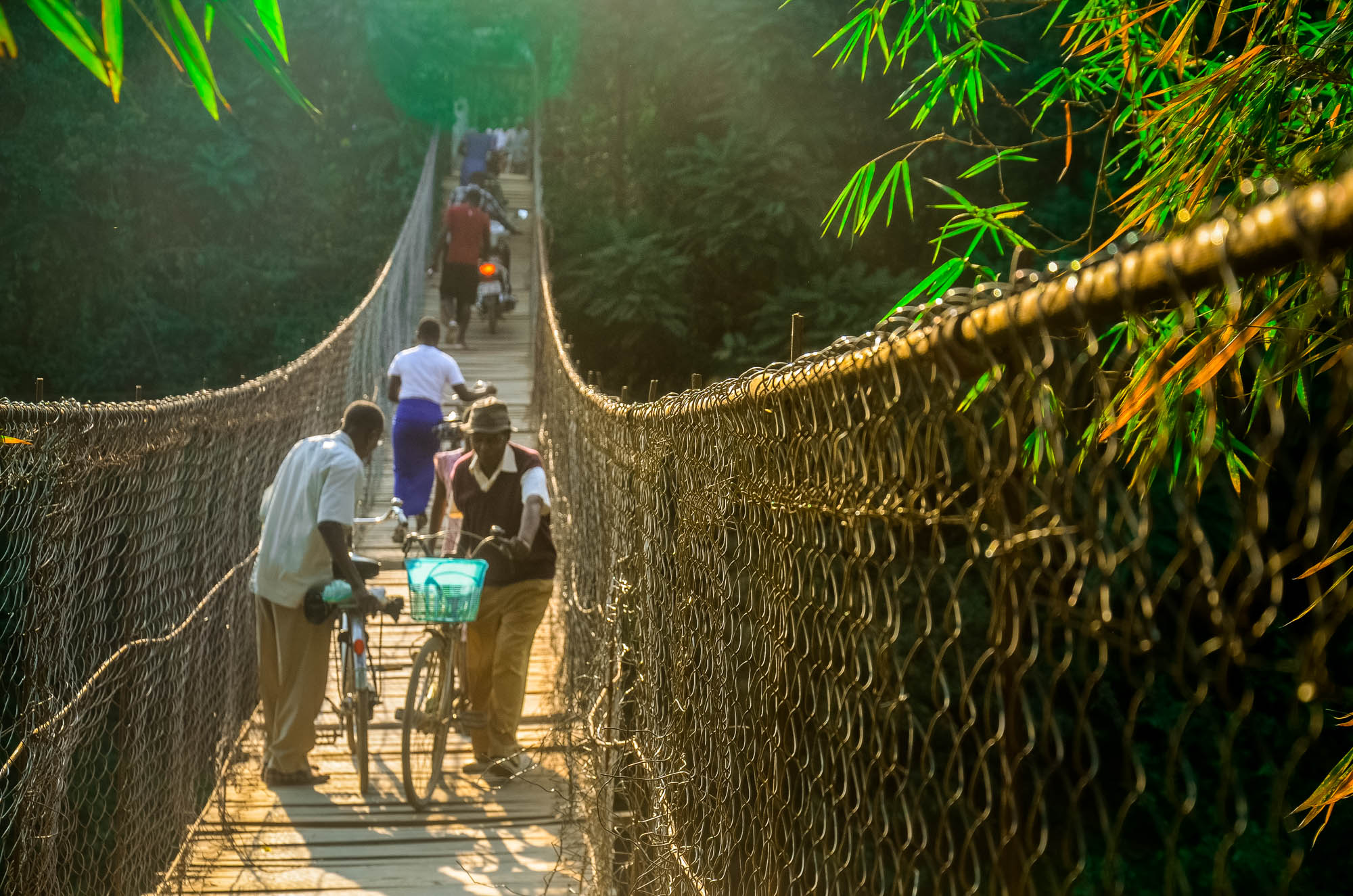
Eine Hängebrücke in Kyela.

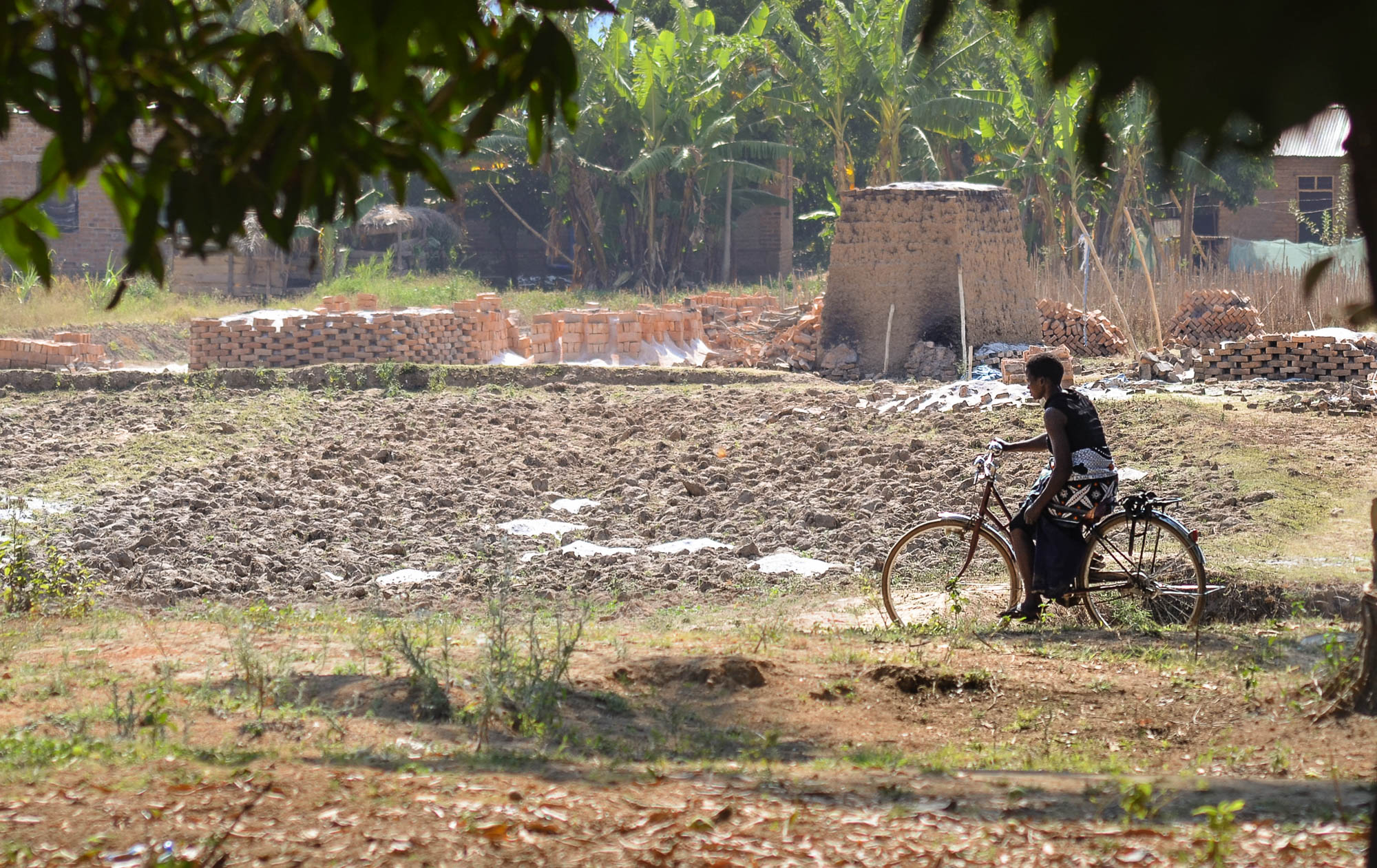
Frau im Dorf Busoka.

## Geographie
Der Distrikt hat eine Fläche von 1322 Quadratkilometer und 266.426 Einwohner (Stand 2012). Das Land lässt sich in zwei Teile gliedern: 
- Das Tiefland in einer Höhe zwischen 500 und 1200 Meter über dem Meer. Die Flusstäler, die oft nur wenig höher als der Malawisee im Süden liegen, werden in der Regenzeit oft überschwemmt.
- Die Livingstone-Berge im Osten. Sie steigen vom Seeufer steil bis auf 2400 Meter Höhe an.[3]

Der Distrikt wird über die Flüsse Songwe, Kiwira, Mkaka und Lufilyo in den Malawisee entwässert. Das Klima ist großteils tropisch, Aw nach der effektiven Klimaklassifikation. Die Niederschläge fallen hauptsächlich von November bis Juni mit dem Höhepunkt im April. Im Tiefland regnet es jährlich 1600 bis 2400 Millimeter, im Hochland 1000 bis 2000 Millimeter. Die Durchschnittstemperatur liegt bei 23 Grad Celsius, wärmer ist es im Tiefland, mit dem November als wärmsten Monat.

## Geschichte
Der Distrikt entstand im Jahr 1972 durch Teilung des Distriktes Rungwe.

## Verwaltungsgliederung
Kyela besteht aus 33 Gemeinden (Wards):
- Bondeni
- Bujonde
- Busale
- Ibanda
- Ikama
- Ikimba
- Ikolo
- Ipande
- Ipinda
- Ipyana
- Itope
- Itunge
- Kajunjumele
- Katumbasongwe
- Kyela
- Lusungo
- Mababu
- Makwale
- Matema
- Mbugani
- Mikoroshoni
- Muungano
- Mwanganyanga
- Mwaya
- Ndandalo
- Ndobo
- Ngana
- Ngonga
- Njisi
- Nkokwa
- Nkuyu
- Serengeti
- Talatala

| Die größte Ethnie im Distrikt sind die Nyakyusa. Die Einwohnerzahl stieg von 135.645 bei der Volkszählung 1988 auf 173.830 im Jahr 2002 und weiter auf 221.490 im Jahr 2102. Somit stieg das jährliche Wachstum von 1,8 auf 2,4 Prozent. Im Jahr 2012 sprachen mehr als sechzig Prozent der Über-Fünfjährigen Swahili, fast zwanzig Prozent sprachen Swahili und Englisch. Weniger als zwanzig Prozent waren Analphabeten. Bei der Volkszählung 2022 lebten 266.426 Menschen im Distrikt: \| Volkszählung \| Einwohner \| \| ------------ \| --------- \| \| 1988 \| 135.091 \| \| 2002 \| 173.830 \| \| 2012 \| 221.490 \| \| 2022 \| 266.426 \| | Hier fehlt eine Grafik, die leider im Moment aus technischen Gründen nicht angezeigt werden kann. Wir arbeiten daran! |
| Volkszählung | Einwohner |
| 1988 | 135.091 |
| 2002 | 173.830 |
| 2012 | 221.490 |
| 2022 | 266.426 |

- Bildung: Für die Bildung der Jugend gibt es im Distrikt 99 Grundschulen und 26 weiterführende Schulen, wovon vier privat betrieben werden.[9]
- Gesundheit: Zwei Krankenhäuser, ein Gesundheitszentrum und 29 Apotheken stehen der Bevölkerung für medizinische Belange zur Verfügung.[9]
- Wasser: Es gibt viele Quellen im Distrikt. Die fünf Wasserversorgungssysteme in Kanga, Ngamanga, Ngana, Makwale und Sinyanga versorgen 80 Prozent der Bevölkerung mit sicherem und sauberem Wasser (Stand 2019).[10]
- Strom: Kyela ist an das nationale Stromnetz angeschlossen. Außerdem gibt es eine lokale Stromquelle in der Kiwira Kohlenmine.[10]

| Die Landwirtschaft ist der wichtigste Wirtschaftszweig, mehr als ein Drittel der Landesfläche wird landwirtschaftlich genutzt. Daneben gibt es noch Gewerbe, Handel, Fremdenverkehr und Fischerei. - Landwirtschaft: Rund achtzig Prozent der Bevölkerung leben von der Landwirtschaft. Für den Eigenbedarf werden Reis, Mais, Banane, Maniok, Bohnen und Erdnüsse angebaut. Für den Verkauf bestimmt sind Kakao und Palmöl. Mehr als ein Drittel der Haushalte hat auch Nutztiere und bessert das Einkommen durch den Verkauf von Fleisch, Milch, Häuten und Eiern auf. - Bodenschätze: Im Distrikt wird von den drei Firmen TanCoal, Kiwira Coal Mines und Off Route Kiwira Kohle abgebaut. Es werden auch Öl- und Gasvorkommen vermutet, jedoch nicht abgebaut (Stand 2019). Bei Mahenge (ward: Makwale) befindet sich das viertgrößte bekannte Grafitlager der Welt. Der Abbau hat noch nicht begonnen, die Lizenz zum Abbau jedoch bereits erteilt. - Tourismus: Am Malawisee finden Touristen lange Sandstrände mit klarem Süßwasser. - Hafen: Der Hafen Itungi am Malawisee ist ein Hafen für Passagiere wo auch leichte Ladung abgefertigt wird. - Straßen: Die wichtigste Straßenverbindung ist die Nationalstraße T10 von Mbeya nach Malawi, die 40 Kilometer durch den Südwesten des Distriktes verläuft. Ein kleiner Teil der städtischen Straßen ist asphaltiert, auf dem Land sind viele Straßen geschottert und das ganze Jahr befahrbar. | Hier fehlt eine Grafik, die leider im Moment aus technischen Gründen nicht angezeigt werden kann. Wir arbeiten daran! |

## Politik
In Kyela wird alle fünf Jahre ein Distriktrat (District council) gewählt. Es werden 33 Vertreter gewählt und zwölf ernannt. Aktuell  gehören 33 Ratsmitglieder der „Partei der Revolution“ (CCM) und zwölf der „Partei für Demokratie und Fortschritt“ (CHADEMA) an. Den Vorsitz führt Katule G. Kingamkono (Stand 2022).

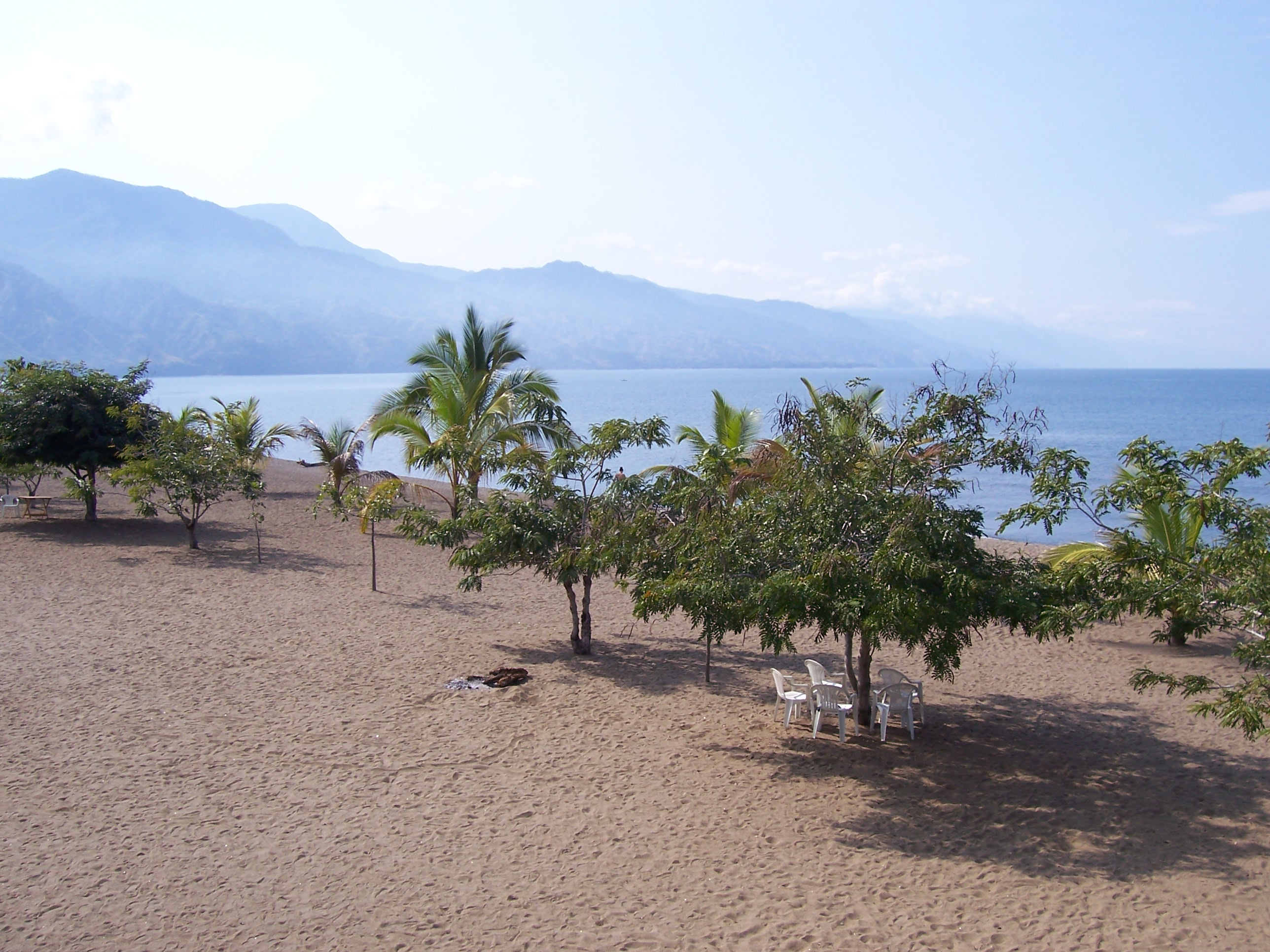
Strand am Malawisee bei Matema.

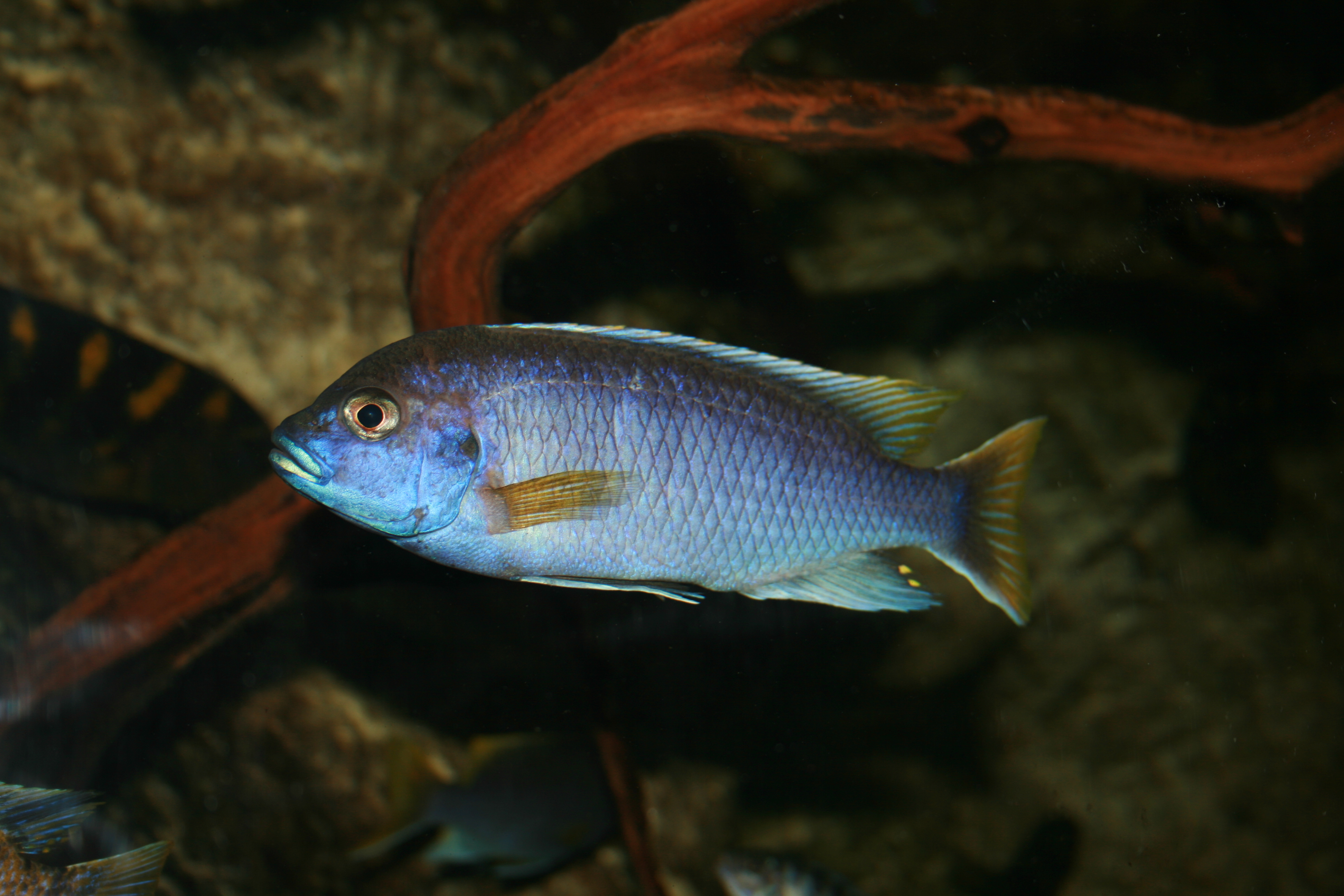
Malawibuntbarsch

## Sehenswürdigkeiten
- Malawisee: Der nördlichste Punkt des fast 600 Kilometer langen Malawisee liegt in Kyela. Er ist bei Aquarianern wegen seiner endemisch vorkommenden mehr als 1000 Cichliden bekannt.[20][21]